# 언오피셜보이
언오피셜보이(unofficialboyy, 본명: 이수린, 1998년 4월 13일~)는 대한민국의 가수다. 2017년 싱글 《I Will Give You All I Got》으로 데뷔했다.

## 음반 목록

### 정규
- Drugonline
- 그물, 덫, 발사대기, 포획
- 이수린 아커만
- 철한자구

### EP
- 언오피셜보이
- I
- ㅇㅅㅇ

### 믹스테이프
- 첫장
- Homie So Bad

### 싱글
- I Will Give You All I Got as Luda
- 옷돈차예쁜여자
- Trapidol
- 일하는중
- 해보자고 어
- 그레이 비트 이용권 NOW

## 방송
- 쇼미더머니 4 (2015) - Top52
- 쇼미더머니 5 (2016) - 1차 예선 탈락
- 고등래퍼 1 (2017) - Top54
- 쇼미더머니777 (2018) - Top24
- 배워서 남줄랩 (2018)
- 배워서 남줄랩 2 (2018)
- 쇼미더머니 8 (2019) - Top54
- 고등래퍼 4 (2021)
- 쇼미더머니 10 (2021) - Top20
- 쇼미더머니 11 (2022) - Top24

## 공연
- BEAT ON JUNGLE _ LUDA (2018)
- 어린이에게 어른이가 (2021)

## 수상
- 한류힙합문화대상 힙합가수부문 신인상 (2018)
- SRS 우승 (2015)